# 売買
売買（ばいばい、英語: purchase and sale）とは、当事者の一方（売主）が目的物の財産権を相手方（買主）に移転し、相手方（買主）がこれに対してその代金を支払うことを内容とする契約。

## 概説
売買は、当事者の一方がある財産権を相手方に移転することを約し、相手方がこれに対してその代金を支払うことを約することによって成り立つ双務・諾成・有償の契約である。
売買は贈与や交換と同じく権利移転型契約（譲渡契約）に分類される。ただし、贈与が無償契約・片務契約の典型であるのに対し、売買は有償契約・双務契約の典型である。
貨幣経済の発達した今日、売買は物資の配分あるいは商品の流通を担う最も重要な契約類型とされる。売買と交換の関係であるが、講学上、典型契約としての交換（586条）を狭義の交換とし、売買契約など広く財産権の移転を内容とする取引一般を指して広義の交換と概念づけることもある。歴史的にみると交換という形態は広く商品経済の発達以前から存在したが、貨幣経済の発達の結果、その中から物に対する貨幣の交換という取引形態が分化し独立したものが売買であると理解されている。

### 売買の成立
売買成立の最低限の要素として、売買の目的物および代金額又はその決定方法が定まっていることが必要である。
売買契約を締結することを、売主から見て「売る」又は「売り付ける」（名詞形は「売付け」）といい、買主から見て「買う」又は「買い付ける」（名詞形は「買付け」）という。売買契約を締結してそれに基づく引渡しを行うことを、売主から見て「売り渡す」（名詞形は「売渡し」）といい、買主から見て「買い受ける」（名詞形は「買受け」）という。

### 売買の性質
- 双務契約
売買契約は当事者が相互に依存する債務を負担する双務契約である[8]。
- 諾成契約
売買は目的物の引渡しを必要とせず原則として当事者の意思表示の合致があれば成立する諾成契約である[8]。ただし、法律上の例外もある（会計法第29条の8など）[9]。
- 有償契約
売買は典型的な有償契約であり当事者は相互に対価関係のある出捐を行う[10][3]。

### 売買の形態

#### スポット売買契約と長期売買契約
売買契約は1回限りの取引のスポット売買契約（Spot sale and purchase agreement）と継続的に取引を行う長期売買契約（Long term sale and purchase agreement）に分けられる。
また、長期契約の場合、期間内の取引について一般的な取り決めを行う基本売買契約（Basic sale and purchase agreement、Master sale and purchase agreement）と基本売買契約に定められた条件の下での個別売買契約（Individual sale and purchase agreement）に分けられる。

#### 担保目的の売買
売買は担保目的で利用されることもある（売渡担保）。担保目的による売買は、売買という形式を借りてはいるが、実質的には担保の設定である。通常、このように担保目的ではない本当の意味での売買のことを「真正売買」（true sale）と呼ぶ。
- 買戻し
売買契約を締結する際に、売主が一定期間内に売買代価と契約費用を返還すれば、目的物を取り戻せる旨を約束することで、解除権を留保した売買である。
- 再売買の予約
売買契約を締結する際に、売主が一定期間内であれば売主は再び買主から目的物を買い取ることができるとするものである。

### 他人物売買の問題
他人の所有物を売買の目的とする契約を他人物売買といい、フランス民法や旧民法はこれを無効とするが、ドイツ民法や日本の民法はこれを有効とする（561条、旧560条）。売買は直接には債権債務関係を生じさせる債権契約であり、他人に財産権が帰属していることは財産権移転の時期を制限する財産権移転の障害となる特段の事情にすぎないからである。売買契約時に他人の物でも、約束の期日（履行期）までに売主が他人から所有権を取得すればよい。この所有権取得のときに、財産権移転の障害となる特段の事情が解消したことになり、所有権は買主に移転することになる。
他人の所有物を売買の目的としたときは、売主は、その権利を取得して買主に移転する義務を負う（561条、旧560条）。もし、売主が所有権を取得できず、買主に所有権を移転できなかった場合は債務不履行となる。日本の民法では565条により追完請求権（562条）、代金減額請求権（563条）、損害賠償請求権（564条）、契約解除権（564条）の規定が準用される。

### 現実売買の問題
日常生活でお店でものを買う場合のように、契約の成立と物の引渡し・代金支払が同時に行われるものを現実売買という。民法の売買の規定は、当事者の合意による契約の成立後に債務を履行することを予定していることから、現実売買に民法の売買契約の規定の適用があるか争いがある。現実売買の法的構成については物権契約説（現実売買を所有権移転を目的とする物権契約とみる説）と債権契約説（通説。基本的には通常の売買契約と同じとし、債権契約が行われ直ちにそれが履行されているとみる説）があるが、両者の結論としての差異は大きくないとされる。なお、民法573条のように現実売買には適用の余地のない規定もある。

## 日本法における売買
売買は、当事者の一方がある財産権を相手方に移転することを約し、相手方がこれに対してその代金を支払うことを約することによって、その効力を生ずる（民法555条）。典型契約の一種である（555条）。売買は双務契約であり同時履行の抗弁権（533条）や危険負担（434条以下）の適用がある。また、典型的な有償契約であり、民法の売買の規定は、売買以外の有償契約についても原則として準用される（559条）。
- 日本の民法は、以下で条数のみ記載する。

### 売買の成立
売買は目的物の引渡しを必要とせず原則として当事者の意思表示の合致があれば成立する諾成契約である。

#### 目的物
売買の目的物は譲渡性のある財産である。不動産や動産がイメージしやすいが、他にも、用益物権や債権、知的財産権なども目的とすることができる。
さらに、電気の「売買」など、財産権の移転を伴わないサービス提供型の契約であっても、売買契約と同様に扱われるものもある。

#### 代金額
代金額は当事者間で定めるべきものであるが、暴利行為など公序良俗に反する場合は無効となる。
代金は現在貨幣として通用するものによって支払われる必要があり、そうではない小判などによるときは売買ではなく交換となる（通説）。

#### 売買と法規制
一定の売買につき法律上の規制が設けられている場合がある。
- 目的物の流通に関する規制

例として農地法、国土利用計画法による規制など。
- 代金に関する規制

例として物価統制令、農産物価格安定法による規制など。
- 取引方法に関する規制

例として独占禁止法、不正競争防止法、特定商取引法、消費者契約法など。
- 消費者保護に関する規制

消費者契約法、特定商取引法、宅地建物取引業法、不当景品類及び不当表示防止法など

### 売買の効力
合意が成立したとき、または予約完結権を行使したとき（556条）に契約の効力が生じる。その効力の具体的内容は以下の通りである。

#### 売主の義務
- 財産権移転義務
  - 売主は財産権移転義務を負う（555条）。この財産権移転義務は買主に財産権を完全に移転する義務であり、財産権が所有権のように目的物を支配する権利である場合はその目的物の引渡し義務が生じ、また、買主の対抗要件（177条、178条、第467条）の具備に協力すべき義務や証拠書類等を引き渡す必要がある[19]。
  - 目的物の引渡しについては、引渡しの対象が特定物である場合は、善管注意義務をもって保存する義務（第400条）を生じる[20]。保存義務の保存とは、保存行為の保存と同義であり、自然的又は人為的作用により目的物の財産的価値が損なわれないようにすることである。善管注意義務は2017年の改正民法で「契約その他の債権の発生原因及び取引上の社会通念に照らして定まる善良な管理者の注意」と具体化された（2020年4月1日施行）。善管注意義務は無償寄託の受寄者などの負う「自己の財産に対するのと同一の注意」よりも程度の高い注意義務である[21]。善管注意義務違反については売主に立証責任がある[21]。引渡しの対象が不特定物・種類物である場合は、自己の財産におけるのと同一の注意義務で足りるが、目的物が特定した後は善管注意義務を負う[21]。
  - 対抗要件の具備については、2017年の改正民法で、売主は、買主に対し、登記、登録その他の売買の目的である権利の移転についての対抗要件を備えさせる義務を負うことが明文化された（2020年4月1日施行）[22]。所有権移転登記手続に協力すべき義務を所有権移転登記手続債務といい、所有権移転登記手続債権（いわゆる債権的登記請求権のこと）に対応するものである。
- 果実の帰属
  - 売買で所有権が買主に移転しても、引き渡されていない売買の目的物に果実を生じたときは、その果実は、売主に帰属する（575条1項）[21]。
  - 売主が目的物引渡義務を遅滞していても代金の支払前であれば果実を収取できる（大連判大正13年9月24日民集3巻440頁）[21]。しかし、買主が代金全額を支払ったときは目的物の引渡しの前でも果実の権利は買主に帰属する（大判昭和7年3月3日民集11巻274頁）[21]。
- 売主の担保責任
売主の担保責任（第561条以下）は、2017年の改正民法で契約不適合責任に拡張され、従来の法定責任としての売主の担保責任と契約責任を融合したものとなり、債務不履行責任の性質を持つ制度として統合された（2020年4月1日施行）[23]。

#### 買主の義務
- 代金支払義務（555条）
  - 代金の支払期限

売買の目的物の引渡しについて期限があるときは、代金の支払についても同一の期限を付したものと推定される（573条）。
  - 代金の支払場所

売買の目的物の引渡しと同時に代金を支払うべきときは、その引渡しの場所において支払わなければならない（574条）。
  - 利息支払義務

買主は目的物引渡しの日から利息支払義務も負うことになる。ただし、代金の支払について期限があるときは、その期限が到来するまでは、利息を支払うことを要しない（575条2項）。
  - 代金支払拒絶権

売買の目的について権利を主張する者があることその他の事由により、買主がその買い受けた権利の全部若しくは一部を取得することができず、又は失うおそれがあるとき（576条）、または、買い受けた不動産について契約の内容に適合しない抵当権・先取特権・質権の登記がある場合については、原則として代金の全部又は一部の支払を拒むことができる（577条）。
- 受領義務の問題
諸外国には買主の目的物受領義務について定める立法例もあるが日本の民法に明文の規定はない[24]。この点は受領遅滞の本質論において対立点となる[25]。

### 売買契約に関する費用
売買契約に関する費用は当事者双方が等しい割合で負担する（558条）。通常、契約書・公正証書作成費用、印紙代、目的物鑑定費用、契約締結場所に関する費用などが売買契約に関する費用とされる。この規定は売買のみならず、契約一般に関しての契約費用の原則を定めるものと位置づけられている。なお、本条と485条（弁済の費用については原則として債務者が負担する）との関係に注意を要し、通常、荷造費・運送費などは弁済費用とみられるが、両者の区別はつきにくい場合もある。
不動産移転登記の登記費用については契約費用とする判例があるが（大判大正7年11月1日民録24輯2103頁）、弁済費用とする反対説もある。
558条は任意規定のため売買契約に関する費用の約定があればそれによる。

### 特殊な売買
- 定期売買

歳暮用の贈答品の売買のように、契約の性質又は当事者の意思表示により、特定の日時又は一定の期間内に履行をしなければ契約をした目的を達することができなくなる売買をいい、催告をすることなく、直ちにその契約の解除をすることができる（542条1項4号）。
商人間では、直ちに履行を請求しないときには契約が解除されたものとみなされる（商法525条）。
- 数量指示売買

2017年の改正前民法では買主は、数量が不足していた場合に、不足する部分の割合に応じて代金の減額を請求することができるとしていた（旧565条・563条）。この売買を「数量指示売買」といい、判例は目的物の実際に有する数量を確保するため、その一定の面積、容積、重量、員数または尺度あることを売主が契約において表示し、かつ、この数量を基礎として代金額が定められた売買をいうとしていた。数量指示売買に該当するか否かの認定は微妙な場合が多く、たとえば、土地の売買において、単に坪数が表示されていただけの場合や、契約書に「すべて面積は公簿による」という条項があっただけでは当然には数量指示売買とはならないとされた。
2017年の改正民法では物に関する契約不適合として扱われ、追完請求権（562条）、代金減額請求権（563条）、損害賠償請求権（564条）、契約解除権（564条）が認められる（2020年4月1日施行）。

### 商事売買
商人間の売買を商事売買といい、商法に特則が設けられている。
- 売主による目的物の供託権及び自助売却権（商法524条）

商人間の売買において、買主がその目的物の受領を拒み、又はこれを受領することができないときは、売主は、その物を供託し、又は相当の期間を定めて催告をした後に競売に付することができる（商法524条第1項前段）。この場合において、売主がその物を供託し、又は競売に付したときは、遅滞なく、買主に対してその旨の通知を発しなければならない（商法524条第1項後段）。損傷その他の事由による価格の低落のおそれがある物は、前項の催告をしないで競売に付することができる（商法524条第2項）。前二項の規定により売買の目的物を競売に付したときは、売主は、その代価を供託しなければならない。ただし、その代価の全部又は一部を代金に充当することを妨げない（商法524条第3項）。
これらの規定は民法494条や民法497条の特則である。
- 定期売買の履行遅滞による解除（商法525条）

商人間の売買において、売買の性質又は当事者の意思表示により、特定の日時又は一定の期間内に履行をしなければ契約をした目的を達することができない場合において、当事者の一方が履行をしないでその時期を経過したときは、相手方は、直ちにその履行の請求をした場合を除き、契約の解除をしたものとみなす（商法525条）。
この規定は民法542条の特則である。
- 買主による目的物の検査及び通知（商法526条）

商人間の売買において、買主は、その売買の目的物を受領したときは、遅滞なく、その物を検査しなければならない（商法526条第1項）。前項に規定する場合において、買主は、同項の規定による検査により売買の目的物に瑕疵があること又はその数量に不足があることを発見したときは、直ちに売主に対してその旨の通知を発しなければ、その瑕疵又は数量の不足を理由として契約の解除又は代金減額若しくは損害賠償の請求をすることができない（商法526条第1項前段）。売買の目的物に直ちに発見することのできない瑕疵がある場合において、買主が6か月以内にその瑕疵を発見したときも同様とされている（商法526条第2項後段）。前項の規定は、売主がその瑕疵又は数量の不足につき悪意であった場合には、適用しない（商法526条第3項）。
この規定は担保責任に関する特則である。
- 買主による目的物の保管及び供託（商法527条）

商法526条第1項に規定する場合においては、買主は、契約の解除をしたときであっても、売主の費用をもって売買の目的物を保管し、又は供託しなければならない。ただし、その物について滅失又は損傷のおそれがあるときは、裁判所の許可を得てその物を競売に付し、かつ、その代価を保管し、又は供託しなければならない（商法527条第1項）。前項ただし書の許可に係る事件は、同項の売買の目的物の所在地を管轄する地方裁判所が管轄する（商法527条第2項）。第一項の規定により買主が売買の目的物を競売に付したときは、遅滞なく、売主に対してその旨の通知を発しなければならない（商法527条第3項）。前三項の規定は、売主及び買主の営業所（営業所がない場合にあっては、その住所）が同一の市町村の区域内にある場合には、適用しない（商法527条第4項）。

## 国際売買
国際契約に関する条約としては国際物品売買契約に関する国際連合条約（ウィーン売買条約、CISG）がある。国際売買は国際物品売買契約に関する国際連合条約（CISG）によって規律される。日本の国内法による規制としては外国為替及び外国貿易法（外為法）による規制がある。
国際物品売買契約に関する国際連合条約は物品売買は適用対象となるが、船舶や航空機の売買は除外されているほか、消費者取引も適用対象外である。